# Adenostyles alliariae
Il  cavolaccio alpino (nome scientifico Adenostyles alliariae (Gouan) A.Kern., 1871)  è una specie di pianta angiosperma dicotiledone della famiglia delle Asteraceae (sottofamiglia Asteroideae).

## Etimologia
Il nome del genere (Adenostyles) è di derivazione ellenica (adhno-stuloj ) e fa riferimento alle ghiandole che ricoprono lo stilo del fiore.  L'epiteto specifico si riferisce alla somiglianza delle foglie con quelle di alcune specie del genere Alliaria.
Il binomio scientifico attualmente accettato (Adenostyles alliariae) è stato proposto inizialmente dal naturalista francese Antoine Gouan (1733-1821), un pioniere della tassonomia di Linneo in Francia, e perfezionato in seguito dal professore di botanica a Stoccarda Anton von Kerner (1755–1839)  nella pubblicazione ” Oesterreichische Botanische Zeitschrift” del 1871.

## Descrizione

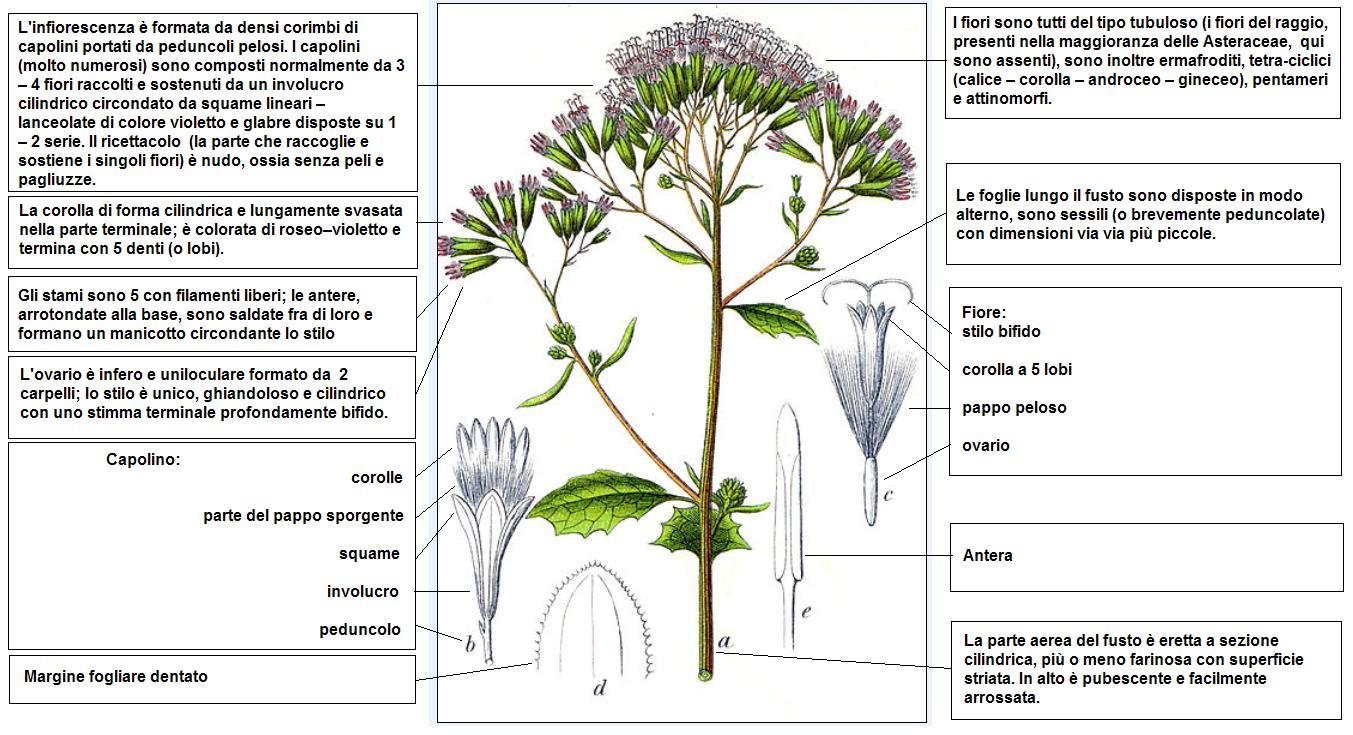
Descrizione delle parti della pianta

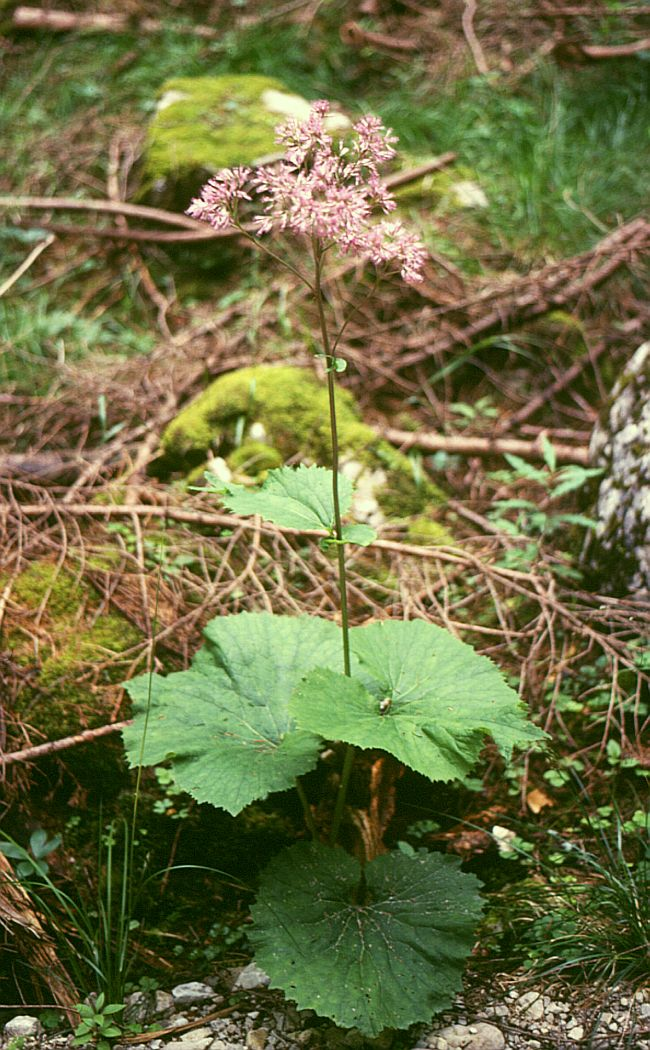
Il portamento

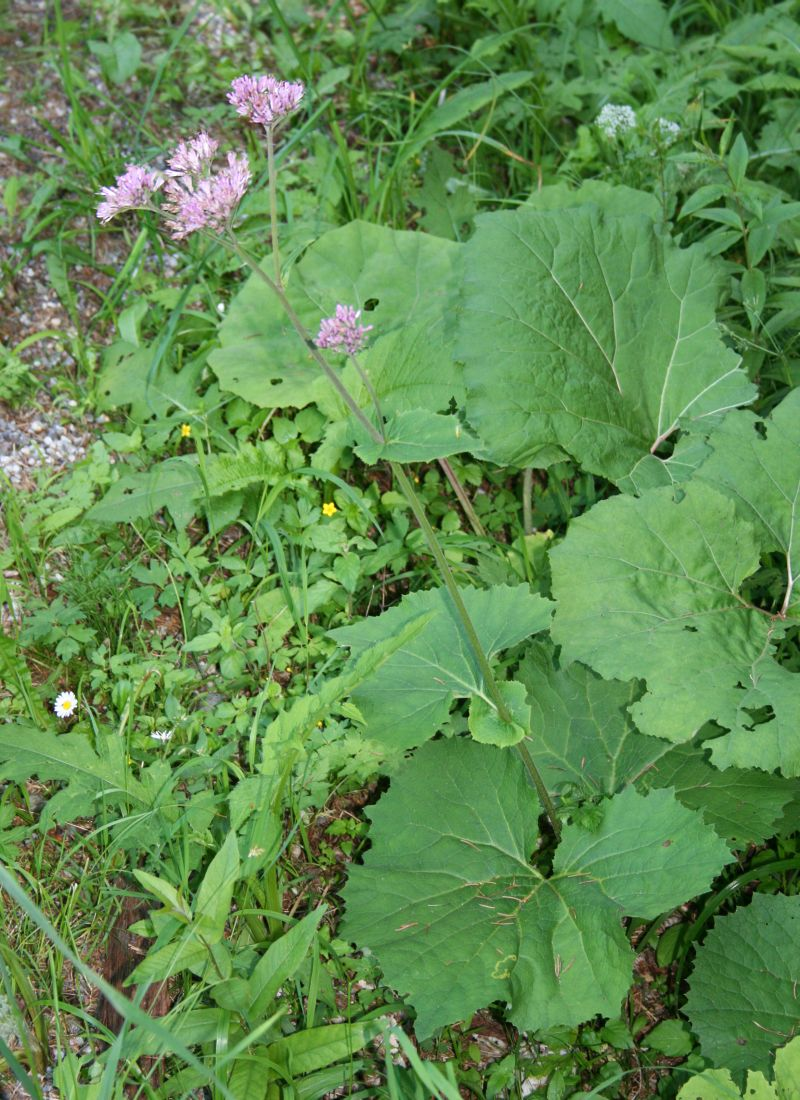
Le foglie basali

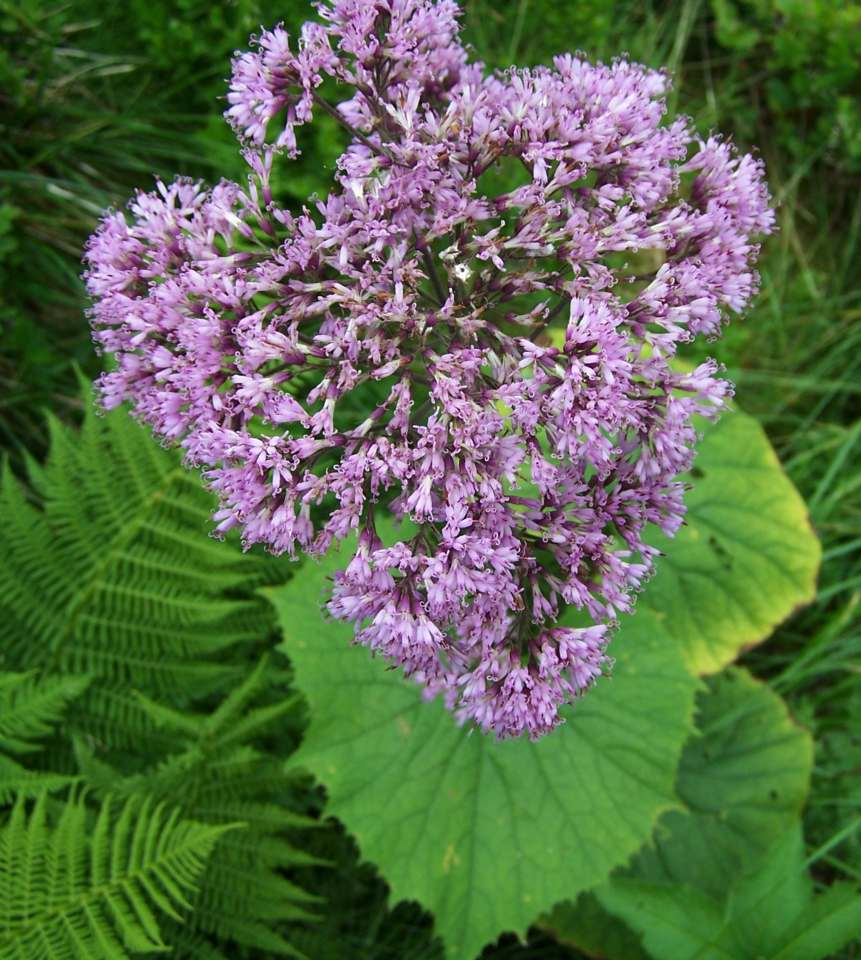
Infiorescenza

Habitus. Adenostyles alliariae ha un habitus di tipo erbaceo perenne rizomatoso. Le superfici delle piante possono essere sia glabre che pubescenti per peli semplici. La forma biologica prevalente della specie è emicriptofita scaposa (H scap), ossia sono piante perennanti tramite gemme situate sul terreno e con asse fiorale allungato e con poche ma grandi foglie. Questa pianta può raggiungere un'altezza variabile da 4 a 7 dm (massimo 18 dm).
Radici. Le radici in genere sono secondarie da rizoma e possono essere fibrose.
Fusto. 
- Parte ipogea: la parte sotterranea del fusto è un rizoma grassetto.
- Parte epigea: la parte aerea del fusto è eretta a sezione cilindrica, più o meno farinosa con superficie striata. In alto è pubescente e facilmente arrossata.

Foglie. Sono presenti sia foglie basali che cauline. 
- Foglie basali: le foglie alla base del fusto sono grandi, intere e reniformi (a forma di rene o cuoriformi) di consistenza grassetta; il margine fogliare è dentato in modo acuto e irregolare; al rovescio le foglie sono grigio-tomentose. Dimensione delle foglie: larghezza 12 – 17 cm (massimo 30 – 50 cm); lunghezza 6 – 9 cm (massimo 20 – 30 cm).
- Foglie cauline: le foglie lungo il fusto sono disposte in modo alterno, sono sessili (o brevemente peduncolate) con dimensioni via via più piccole; alla base del picciolo sono presenti due ampie orecchiette avvolgenti il fusto.

Infiorescenza. Le sinflorescenze sono composte da diversi capolini organizzati in formazioni densamente corimbose. Le infiorescenze vere e proprie sono formate da uno stretto capolino terminale peduncolato peloso di tipo discoide. Alla base dell'involucro è presente un calice formato da brattee fogliacee. I capolini sono formati da un involucro, con forme cilindriche, composto da diverse brattee, al cui interno un ricettacolo fa da base ai fiori tubulosi. Le brattee, con forme lineari – lanceolate di colore violetto e glabre, sono disposte in modo embricato su una o due serie e possono essere connate alla base. Il ricettacolo è nudo (senza pagliette a protezione della base dei fiori); la forma è convessa e a volte è alveolato. Dimensione dell'involucro: diametro 1 mm; lunghezza 3 – 5 mm. Diametro dell'infiorescenza: 2 – 3 mm.
Fiori.  I fiori (da 3 a 4) sono tetra-ciclici (formati cioè da 4 verticilli: calice – corolla – androceo – gineceo) e pentameri (calice e corolla formati da 5 elementi). Sono inoltre ermafroditi e actinomorfi.
- Formula fiorale:

*/x K {\displaystyle \infty }, [C (5), A (5)], G 2 (infero), achenio
- Calice: i sepali del calice sono ridotti ad una coroncina di squame.
- Corolla: nella parte inferiore i petali della corolla sono saldati insieme e formano un tubo. In particolare le corolle dei fiori del disco centrale (tubulosi) terminano con delle fauci dilatate a raggiera con quattro lobi. I lobi possono avere una forma da deltoide a triangolare-ovata. La parte tubolare dei fiori è più lunga del rispettivo involucro (lunghezza dei fiori: 7 – 8 mm). Il colore delle corolle è rosso-violetto.
- Androceo: gli stami sono 5 con dei filamenti liberi. La parte basale del collare dei filamenti può essere dilatata. Le antere invece sono saldate fra di loro e formano un manicotto che circonda lo stilo. Le antere sono senza coda ("ecaudate") e arrotondate alla base; a volte sono presenti delle appendici apicali che possono avere varie forme (principalmente lanceolate). La struttura delle antere è di tipo tetrasporangiato, raramente sono bisporangiate. Il tessuto endoteciale è radiale o polarizzato. Il polline è tricolporato (tipo "helianthoid").[13]
- Gineceo: lo stilo, a forma cilindrica, è biforcato con due stigmi nella parte apicale. Gli stigmi sono troncati o ottusi o arrotondati, ma anche lineari con appendici acuminate; possono avere un ciuffo di peli radicali o in posizione centrale; possono inoltre essere ricoperti da minute papille; altre volte i peli sono di tipo penicillato. Le superfici stigmatiche sono separate o parzialmente confluenti, oppure continue.  L'ovario è infero uniloculare formato da 2 carpelli.
- Antesi: da giugno ad settembre.

Frutti. I frutti sono degli acheni con pappo. La forma degli acheni è oblunga; la superficie è percorsa da diverse coste longitudinali e può essere glabra o talvolta pubescente. Possono essere presenti delle ali o degli ispessimenti marginali. Non sempre il carpoforo è distinguibile. Il colore del frutto può essere nero o bruno. Il pappo è formato da numerose setole snelle (o peli) disposte su più ranghi;  sono inoltre lunghi e ricoprono quasi completamente la corolla del fiore. Dimensione degli acheni: 3 mm.

## Biologia
Impollinazione: l'impollinazione avviene tramite insetti (impollinazione entomogama tramite farfalle diurne e notturne).

Riproduzione: la fecondazione avviene fondamentalmente tramite l'impollinazione dei fiori (vedi sopra).

Dispersione: i semi (gli acheni) cadendo a terra sono successivamente dispersi soprattutto da insetti tipo formiche (disseminazione mirmecoria). In questo tipo di piante avviene anche un altro tipo di dispersione: zoocoria. Infatti gli uncini delle brattee dell'involucro (se presenti) si agganciano ai peli degli animali di passaggio disperdendo così anche su lunghe distanze i semi della pianta. Inoltre per merito del pappo il vento può trasportare i semi anche a distanza di alcuni chilometri (disseminazione anemocora).

## Distribuzione e habitat

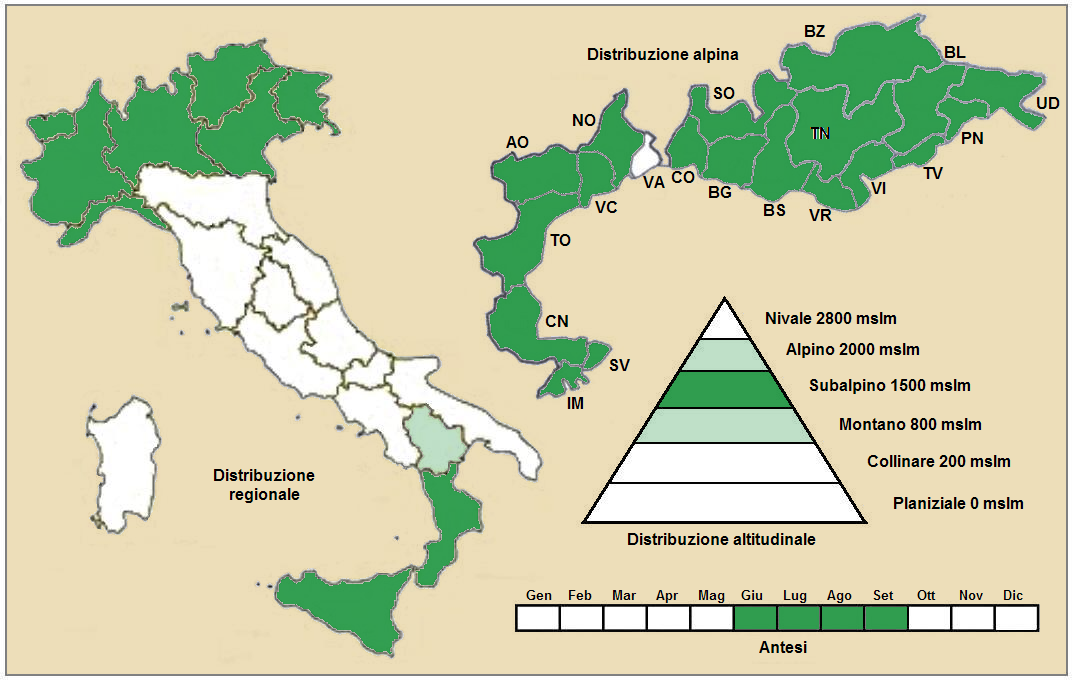
Distribuzione della pianta
(Distribuzione regionale – Distribuzione alpina)

Geoelemento: il tipo corologico (area di origine) è Orofita – Sud Europeo.
Distribuzione: in Italia questa pianta si trova soprattutto al nord (qualche varietà è presente anche al sud). Nel resto dell'Europa è ovunque comune.
Habitat: l'habitat tipico sono le zone con alte erbe boschive, pietraie e morene; ma anche i megaforbieti, popolamenti a felci, ontaneti e saliceti subalpini. Il substrato preferito è calcareo ma anche siliceo (ricco di nitrati) con pH neutro, alti valori nutrizionali del terreno che deve essere umido.
Distribuzione altitudinale: sui rilievi queste piante si possono trovare fino ad un'altitudine compresa fra 1.300 e 2.000 m s.l.m. (raramente fino a 2.400 m s.l.m.); frequentano quindi i seguenti piani vegetazionali: subalpino e in parte quello alpino e montano.

### Fitosociologia

#### Areale alpino
Dal punto di vista fitosociologico alpino Adenostyles alliariae appartiene alla seguente comunità vegetale:
Formazione: delle comunità delle macro- e megaforbie terrestri
Classe: Mulgedio-Aconitetea
Ordine: Calamgrostietalia villosae
Alleanza: Adenostylion

#### Areale italiano
Per l'areale completo italiano Adenostyles alliariae appartiene alla seguente comunità vegetale:
Macrotipologia: vegetazione forestale e preforestale.
Classe: Vaccinio myrtilli-Piceetea abietis Br.-Bl. in Br.-Bl., Sissingh & Vlieger, 1939
Ordine: Piceetalia excelsae Pawłowski in Pawłowski, Sokołowski & Wallisch, 1928
Alleanza: Piceion excelsae Pawlowski in Pawlowski, Sokolowski & Wallisch, 1928
Suballeanza: Chrysanthemo rotundifoliae-Piceenion (Krajina, 1933) Aeschimann et al., 2004
Descrizione. La suballeanza Chrysanthemo rotundifoliae-Piceenion è relativa alle foreste a dominanza di Picea excelsa e/o Abies alba su terrenei arenaritici di pendio generalmente rivolti a nord, in aree umide (piovose e nevose) delle Alpi. Questi terreni, con suoli profondi e freschi, sono inoltre contraddistinti dalla presenza di numerose megaforbie igrofile.
Specie presenti nell'associazione: Picea excelsa, Abies alba, Adenostyles alliariae, Oxalis acetosella, Cicerbita alpina, Saxifraga rotundifolia, Senecio cacaliaster, Prenanthes purpurea, Rubus idaeus, Ranunculus lanuginosus, Stellaria nemorum, Ranunculus platanifolius, Streptopus amplexifolius, Doronicum austriacum, Circaea alpina, Rumex alpestris, Aruncus dioicus, Alnus alnobetula.
Altre alleanze per questa specie sono:
- Adenostylion alliariae.
- Saxifrago rotundifoliae-Fagenion.

## Tassonomia
La famiglia di appartenenza di questa voce (Asteraceae o Compositae, nomen conservandum) probabilmente originaria del Sud America, è la più numerosa del mondo vegetale, comprende oltre 23.000 specie distribuite su 1.535 generi, oppure 22.750 specie e 1.530 generi secondo altre fonti (una delle checklist più aggiornata elenca fino a 1.679 generi). La famiglia attualmente (2021) è divisa in 16 sottofamiglie; la sottofamiglia Asteroideae è una di queste e rappresenta l'evoluzione più recente di tutta la famiglia.
Il basionimo per questa specie è: Cacalia alliariae Gouan (1773)

### Filogenesi
La specie di questa voce appartiene alla sottotribù Senecioninae della tribù Senecioneae (una delle 21 tribù della sottofamiglia Asteroideae). In base ai dati filogenetici la sottotribù, all'interno della tribù, occupa il "core" della tribù e insieme alla sottotribù Othonninae forma un "gruppo fratello".
La struttura della sottotribù è molto complessa e articolata (è la più numerosa della tribù con oltre 1.200 specie distribuite su un centinaio di generi) e al suo interno sono raccolti molti sottogruppi caratteristici le cui analisi sono ancora da completare. Il genere della specie di questa voce è a capo del gruppo "Adenostylinae" comprendente i generi Adenostyles, Caucasalia, Dolichorrhiza, Iranecio e Pojarkovia, tutti caratterizzati da corolle a 4 lobi. Da un punto di vista filogenetico questo gruppo nell'ambito della sottotribù Senecioninae occupa una posizione abbastanza centrale e con i gruppi "Curio group" e il "Gynuroid clade" formano un "gruppo fratello". A causa di questa profonda nidificazione all'interno della sottotribù il gruppo non può essere definito tassonomicamente in modo autonomo.
I caratteri distintivi per le specie del genere  Adenostyles sono:
- il portamento è erbaceo perenne e rizomatoso;
- il calice alla base dell'involucro è presente;
- i rami dello stilo sono subulati.

La specie di questa voceè a capo del "Complesso di Adenostyles alliardae": questo gruppo è caratterizzato da piante perenni con portamento erbaceo alto (fino a 18 dm); i fusti sono ascendenti e striati (possono essere arrossati): le foglie inferiori hanno delle forme triangolari o reniformi con bordi più o meno dentati (quelle cauline sono più ridotte, brevemente picciolate o amplessicauli); le sinflorescenze sono di tipo corimboso. A questo complesso, nella "Flora d'Italia" (Pignatti, 2018), appartiene anche la specie Adenostyles macrocephala Hunter, Porta e Rigo che in altre checklist è considerata sinonimo di Adenostyles alpina subsp. macrocephala (Huter, Porta & Rigo) Dillenb. & Kadereit
In particolare i caratteri distintivi per la specie  Adenostyles alliardae sono:
- le foglie inferiori hanno la lamina di tipo reniforme circa 2 volte più larga che lunga;
- le foglie cauline sono sessili o brevemente picciolate;
- i capolini hanno 3 - 4 fiori;
- i fiori sono lunghi 7 - 8 mm.

Il numero cromosomico della specie è: 2n = 38.

### Variabilità e sottospecie
La variabilità di questa specie si manifesta nei seguenti caratteri:
- la pelosità può essere variabile secondo la stagione;
- il numero dei fiori per capolino può arrivare fino a 12;
- le orecchiette delle foglie cauline possono essere assenti o poco evidenti;
- i denti delle foglie che normalmente sono irregolari in alcune varietà diventano più regolari.

Per questa specie sono riconosciute le seguenti sottospecie:
- subsp. alliariae: è il tipo principale, ed è presente al nord e in Campania, Calabria e Sicilia.
- subsp. orientalis (Boiss.) Greuter, 2007 - Distribuzione: penisola Balcanica.

### Sinonimi
Questa entità ha avuto nel tempo diverse nomenclature. L'elenco seguente indica alcuni tra i sinonimi più frequenti:
- Adenostyles albifrons (L. f.) Rchb.
- Adenostyles albida Cass.
- Adenostyles albida Cass. subsp. kerneri (Simonk.) Nyman (sinonimo della subsp. alliariae)
- Adenostyles albida Cass. subsp. pyrenaica  (Lange) Rouy (sinonimo della subsp. hybrida)
- Adenostyles alliariae  (Gouan) A.Kern. subsp. pyrenaica  (Lange) P.Fourn. (sinonimo della subsp. hybrida)
- Adenostyles alpina (L.) Bluff. & Fingerh
- Adenostyles alpina (L.) Bluff. & Fingerh subsp. alliariae A. Kern.
- Adenostyles alpina (L.) Bluff & Fingerh. subsp. alpina var. australis (Ten.) Fiori (sinonimo della subsp. alliariae)
- Adenostyles alpina (L.) Bluff & Fingerh. subsp. alpina var. alliariae (Gouan) Fiori (sinonimo della subsp. alliariae)
- Adenostyles alpina (L.) Bluff & Fingerh. subsp. alpina var. macrocephala  (Huter, Porta & Rigo) Fiori (sinonimo della subsp. hybrida)
- Adenostyles australis Ten. (sinonimo della subsp. alliariae)
- Adenostyles hirsuta  (Vill.) Fourr.
- Adenostyles hybrida  DC. (sinonimo della subsp. hybrida)
- Adenostyles kerneri  Simonk.
- Adenostyles macrocephala Huter & al.
- Adenostyles orientalis Boiss. (sinonimo della subsp. hybrida)
- Adenostyles petasites (Lam.) Bluff & Fingerh.
- Adenostyles petasites (Lam.) Bluff & Fingerh. subsp. hybrida  (DC.) Arcang. (sinonimo della subsp. hybrida)
- Adenostyles pyrenaica Lange (sinonimo della subsp. hybrida)
- Adenostyles viridis Cass. subsp. australis (Ten.) Nyman (sinonimo della subsp. alliariae)
- Cacalia albifrons L.f.
- Cacalia albida  Cass. ex Schur
- Cacalia alliariae Gouan (1773)
- Cacalia hirsuta  Vill.
- Cacalia petasites  Lam.
- Cacalia tomentosa  Jacq.
- Eupatorium albifrons  (L.f.) E.H.L.Krause

### Specie simili
- Adenostyles alpina (L.) Bluff & Fingerh. – Cavolaccio verde: si distingue dalla specie della presente voce in quanto alla base del picciolo delle foglie cauline non sono presenti orecchiette; le foglie inoltre all'apice sono rotondeggianti e sono glabre su entrambe le facce.
- Adenostyles australis (Ten.) Iamonico & Pignatti – Cavolaccio meridionale: si differenzia per il margine fogliare che presenta dei denti acuti, di cui quelli in corrispondenza ai nervi principali sono ancora più lunghi; il capolino ha 3 - 8 fiori.

Inoltre individui privi di fioritura (con le sole foglie basali) possono essere confusi con la specie Petasites albus (L.) Gaertn..

## Usi

### Giardinaggio
Queste piante sono usate soprattutto nei giardini rocciosi in quanto il loro ampio fogliame ha una buona funzione ornamentale. La coltivazione inoltre non è molto difficile se allevate entro un composto terroso ricco di torba, ma capace di mantenere fresche e umide le radici. Si propagano sia per seme che per divisione di piede.